# Mileva Marić
Mileva Marić [miléva márić] (srbsko Милева Марић), srbska matematičarka, prva žena Alberta Einsteina, * 19. december 1875, Titel, † 4. avgust 1948, Zürich.

## Življenje
Mileva Marić se je rodila v uradniški družini v majhni vojvodinski vasici Titel, ki je takrat spadala v madžarski del avstro-ogrske monarhije. Leta 1882 je začela obiskovati šolo v Rumi. Leta 1886 so jo kot izjemno bistro učenko vpisali na Srbsko visoko dekliško šolo v Novem Sadu. Leta 1887 se je prepisala na realko, leta 1890 po se je vpisala na Kraljevsko srbsko gimnazijo v Šabcu. Z družino se je leto za tem preselila v Zagreb, zato je Mileva šolanje nadaljevala na zagrebški višji gimnaziji.
Zaradi velike želje po nadaljevanju šolanja v tujini, je oče Milevo leta 1894 kljub nasprotovanju sorodnikov vpisal na Visoko dekliško šolo v švicarskem Zürichu. Leta 1896 je maturirala na medicinski šoli v Bernu in bila še isto leto zaradi izredno dobrih rezultatov, doseženih na sprejemnih izpitih, kot edina ženska sprejeta na Švicarsko politehniško akademijo v Zürichu. Edina študentka je na akademiji ostala vse do leta 1901, ko je sicer opravila vse študijske obveznosti, vendar ni nikoli diplomirala, saj ji je dvakrat spodletelo pri ustnem zagovoru diplome. 

### Albert Einstein
Albert Einstein in Mileva Marić sta se spoznala kmalu po Albertovem prihodu na akademijo. Njuna ljubezenska zveza je spomladi 1897 začela postajati vse resnejša tako, da sta kmalu začela živeti skupaj. 
Njuna ljubezenska zveza je bila skoraj popolna med letoma 1897 in 1902, ko se jima je rodil prvi otrok, hčerka Lieserl. Njeno rojstvo in kasnejše izginotje pa sta postala in ostala prva in največja skrivnost velikega para. Po eni od domnev naj bi se Lieserl rodila pohabljena, zato naj bi se mladi in neporočeni par odločil, da jo odda v posvojitev Milevinim sorodnikom v Novem Sadu. Po drugi domnevi naj bi mala Lieserl že prvo leto po rojstvu umrla za posledicami pljučnice. Niti prva niti druga domneva nista bili nikoli z gotovostjo potrjeni. Gotovo je le to, da so se vse sledi za otrokom izgubile že isto leto, ko je bil rojen.
Številni Einsteinovi biografi menijo, da je bila Lieserl žrtev nasprotovanja obeh družin njuni zvezi. Nasprotovali so ji predvsem iz verskih razlogov. Oba znanstvenika sta namreč izhajala iz globoko vernih družin. Albert iz nemško judovske, Mileva iz pravoslavne. Čeprav so nekateri biografi poskušali najti sled za njo ali njenimi potomci v današnji Vojvodini, nobeden od poskusov ni obrodil sadov. 
Albert in Mileva sta se jeseni 1903 kljub ostremu nasprotovanju svojih družin poročila. Že naslednje leto se jima je rodil sin Hans Albert, šest let kasneje, leta 1910, pa še drugi sin, Eduard. 
Kot je razvidno iz knjige (romansirane biografije na podlagi zgodovinskih dokumentov - pisem med Milevo in Albertom) Slavenke Drakulić: Mileva Einstein, Teorija žalosti, se je Lieserl (krščena v pravoslavni cerkvi kot Ljubica) rodila 4.2.1902, umrla pa zaradi škrlatinke ob koncu poletja 1903. 
Sredi nosečnosti v poletju 1901 je Mileva iz Švice odšla k staršem v Novi Sad. Da ne bi kdo izvedel za njeno nosečnost, so jo ti poslali v njihovo poletno hišo v vasi Kać, kjer je rodila in še ostala dobra pol leta z otrokom. Nato se je vrnila k Albertu v Švico, dedek Miloš pa je oddal deklico skrbnim posvojiteljem v sosednjo vas.
Nezakonsko hčerkico sta starša popolnoma zatajila zaradi njegove kariere. V tem času je imel Einstein že diplomo, a je imel velike težave pri iskanju redne zaposlitve. Hčerke nikoli ni videl, zanjo ni nikomur nikoli povedal. Po smrti prvorojenke si Mileva zaradi nenehnega občutka krivde, da je pustila hčerko v Srbiji in šla raje pomagat možu pri njegovi karieri, ni več psihično opomogla, čeravno sta se z Albertom poročila in dobila dva sinova.
V tančico skrivnosti je ovita tudi identiteta Evelyn Einstein, posvojene hčerke Einsteinovega sina Hansa Alberta, saj naj bi bila po lastnem pričanju v resnici hči Alberta Einsteina.

### Skupno znanstveno delo
Einstein je v enem od svojih zgodnjih intervjujev po objavi posebne teorije relativnosti leta 1905 izjavil, da je matematične izračune zanj opravljala njegova žena. Razvoj teorije je bil namreč bolj kot od znanja fizike odvisen od matematičnih izračunov in njihovih izpeljav. Razvoj teorije je v veliki meri potekal po formulah tako imenovanih derivatov Lorentzevih transformacij, za katere je potrebno vrhunsko matematično znanje. V knjigi Zbrana dela Alberta Einsteina so objavljene fotokopije iz Einsteinovih zvezkov, iz katerih je razvidno, da je nekdo v resnici redno pregledoval njegove izračune in za njim popravljal napake. 
Nov dokaz, da naj bi Mileva Marić pomembno sodelovala pri Einsteinovih teorijah je ponudil Joffe. Leta 1905 so bili v nemški znanstveni reviji Annalen der Physik, objavljeni štirje Einsteinovi članki, ki vsebujejo vse osnovne nastavke teorije relativnosti, fotoelektričnega pojava, razlago Brownovega gibanja in znamenito formulo E = mc², ki je prva tako osupljivo preprosto, a točno prikazala zvezo med maso, hitrostjo svetlobe in energijo. Joffe je zatrjeval, da je bilo na izvirnih rokopisih teh štirih spisov, ki si jih je ogledal na univerzi v Berlinu, zapisano ime dveh avtorjev: »Einstein-Marity«. Rokopisi teh spisov so se sicer izgubili, ko je bil Einstein še živ, tako, da Joffejevih izjav ne moremo z gotovostjo potrditi. Kljub vsemu pa je pomembno dejstvo, ki potrjuje njegovo zgodbo prav priimek Marity. Marity je namreč madžarska različica srbskega priimka Marić, velik del Srbije oziroma Vojvodine pa je bil v začetku dvajsetega stoletja pod avstro-ogrsko monarhijo. Zanimivo je, da se je Joffe zelo natančno spominjal prav imena Marity in ne Marić. To madžarsko različico svojega priimka pa je Mileva uporabljala redko, zato bi Joffe zanj le težko izvedel, če ga ne bi videl. Mileva ga je uporabljala izključno za podpisovanje najpomembnejših uradnih dokumentov, kot je bil poleg že omenjenih spisov njun poročni list.
Einstein je bil znan po tem, da - predvsem v zgodnjih delih - nikjer ni omenjal svojih materialnih ali drugih virov niti svojih asistentov. Ena od različic zgodbe o nastanku zamisli o relativnostni teoriji govori celo o tem, da je matematična seminarska naloga Mileve Marić na Švicarski politehnični akademiji vsebovala zasnove relativnostne teorije, a za to spet ni materialnih dokazov saj se je njena naloga namreč izgubila. 

### Ločitev
Einstein, ki je v mladosti vrnil nemško državljanstvo in prevzel švicarsko, je leta 1914 sprejel prestižno mesto na Pruski akademiji znanosti v Berlinu in ponovno prevzel nemško državljanstvo. Še istega leta se je iz Prage, kjer je z Milevo in otroci živel od leta 1913, preselil v Berlin in tam postal predstojnik Fizikalnega inštituta cesarja Viljema. Prvi resnejši zakonski prepiri, pa tudi neprijetno ozračje, ki je vladalo v Nemčiji pred začetkom 1. svetovne vojne so botrovali k temu, da je Mileva z obema sinovoma zapustila Nemčijo in se preselila v Švico.
Proti koncu leta 1918 je stekel postopek za ločitev v katerem je Einstein priznal, da je Milevo večkrat prevaral s sestrično Elso Lowenthal. Štirinajstega februarja 1919 sta bila dokončno ločena in Albert se je nekaj mesecev kasneje poročil z Elso. 
Mileva Marić je po ločitvi s sinovoma ostala v Zürichu in se kmalu znašla v hudih finančnih težavah. Komaj ji je uspevalo vzdrževati sebe in oba sinova. Leta 1921 je Einstein prejel Nobelovo nagrado za fiziko in skupaj z njo tudi veliko denarno nagrado, ki jo je leto dni kasneje podaril Milevi in ob tem javno izjavil, da je to njegova pozna zahvala za njen prispevek k razvoju teorije relativnosti. 

### Življenje po Einsteinu
Leta 1927 se je starejši sin Alberta Einsteina in Mileve Marić, Hans Albert, poročil in se leto kasneje z družino preselil v ZDA, kjer je kasneje postal profesor na Univerzi Kalifornije v Berkeleyju. Mileva je ostala v Zürichu in še naprej skrbela za bolnega mlajšega sina Eduarda ter se dokončno odpovedala karieri v znanosti. Mlajši sin Eduard je že v mladosti bolehal za različnimi boleznimi. Leta 1929 je sicer maturiral na züriški gimnaziji in se vpisal na medicino, smer psihiatrija. Že po enem letu pa je moral zaradi psihičnih težav opustiti študij, saj je zbolel za shizofrenijo. Kasneje je bil sprejet v sanatorij za duševne bolezni v Zürichu, mati pa je plačevala visoke stroške njegovega zdravljenja. Leta 1937 naj bi Eduarda zdravil celo Freud. 
Mileva Marić je zadnja leta svojega življenja preživela osamljena in zaprta sama vase. Stara 73 let je umrla leta 1948.